# Partido Republicano Radical Independiente
El Partido Republicano Radical Independiente, fundat a Barcelona l'abril de 1933, va sorgir de l'escissió del Partit Republicà Radical per discrepàncies amb la seva deriva cap a la dreta. El líder era José Samblancat, regidor a l'Ajuntament de Barcelona.